# Hàm hyperbol

Một tia đi qua gốc của hyperbol cắt hyperbol tại điểm, với là 2 lần diện tích của hình giới hạn bởi tia và trục. Đối với các điểm trên hyperbol nằm dưới trục, diện tích được coi bằng âm (xem phiên bản hình động so sánh giữa hàm lượng giác và hàm hyperbol.

Trong toán học, hàm hyperbol (Hán - Việt: song khúc) có những tính chất tương tự như các hàm lượng giác thông thường. Những hàm hyperbol cơ bản gồm sin hyperbol "sinh", và cosin hyperbol "cosh", hàm tang hyperbol "tanh" và những hàm dẫn ra từ chúng, tương ứng như các hàm dẫn xuất trong hàm lượng giác. Hàm hyperbol ngược là các hàm sin hyperbol diện tích "arsinh" (hay "asinh" hoặc "arcsinh").
Giống như các điểm (cos t, sin t) nằm trên đường tròn bán kính đơn vị, các điểm (cosh t, sinh t) nằm trên phần bên phải của hyperbol đều. Các hàm Hyperbol xuất hiện nhiều trong các nghiệm của các phương trình vi phân tuyến tính hay gặp, phương trình xác định hình dạng dây xích treo giữa 2 điểm, và phương trình Laplace trong hệ tọa độ Descartes. Ngoài ra chúng còn xuất hiện nhiều trong các vấn đề bao gồm lý thuyết điện từ, sự truyền nhiệt, thủy động lực học, và thuyết tương đối hẹp.
Hàm hyperbol nhận giá trị thực đối với các tham số thực được gọi là góc hyperbol. Trong giải tích phức, chúng chính là những hàm mũ hữu tỉ, hay là hàm phân hình (meromorphic function).
Các hàm hyperbol được hai nhà toán học Vincenzo Riccati và Johann Heinrich Lambert độc lập đưa ra vào những năm 1760. Riccati sử dụng ký hiệu Sc. và Cc. ([co]sinus circulare) để nói đến các hàm lượng giác Sh. và Ch. ([co]sinus hyperbolico) để nói đến các hàm hyperbol. Lambert là người đã đưa ra các ký hiệu được sử dụng như ngày nay.

## Biểu thức của các hàm hyperbol

sinh, cosh và tanh

csch, sech và coth

Công thức biểu diễn các hàm hyperbol:
- Sin hyperbol:

{\displaystyle \sinh x={\frac {e^{x}-e^{-x}}{2}}={\frac {e^{2x}-1}{2e^{x}}}}
- Cos hyperbol:

{\displaystyle \cosh x={\frac {e^{x}+e^{-x}}{2}}={\frac {e^{2x}+1}{2e^{x}}}}
- Tang hyperbol:

{\displaystyle \tanh x={\frac {\sinh x}{\cosh x}}={\frac {e^{x}-e^{-x}}{e^{x}+e^{-x}}}={\frac {e^{2x}-1}{e^{2x}+1}}}
- Cotang hyperbol:

{\displaystyle \coth x={\frac {\cosh x}{\sinh x}}={\frac {e^{x}+e^{-x}}{e^{x}-e^{-x}}}={\frac {e^{2x}+1}{e^{2x}-1}}}
- Sec hyperbol:

{\displaystyle \operatorname {sech} \,x=\left(\cosh x\right)^{-1}={\frac {2}{e^{x}+e^{-x}}}={\frac {2e^{x}}{e^{2x}+1}}}
- Cosec hyperbol:

{\displaystyle \operatorname {csch} \,x=\left(\sinh x\right)^{-1}={\frac {2}{e^{x}-e^{-x}}}={\frac {2e^{x}}{e^{2x}-1}}}
Các hàm hyperbol có thể biểu diễn qua số phức:
- Sin hyperbol:

{\displaystyle \sinh x=-{\rm {i}}\sin {\rm {i}}x\!}
- Cos hyperbol:

{\displaystyle \cosh x=\cos {\rm {i}}x\!}
- Tang hyperbol:

{\displaystyle \tanh x=-{\rm {i}}\tan {\rm {i}}x\!}
- Cotang hyperbol:

{\displaystyle \coth x={\rm {i}}\cot {\rm {i}}x\!}
- Sec hyperbol:

{\displaystyle \operatorname {sech} \,x=\sec {{\rm {i}}x}\!}
- Cosec hyperbol:

{\displaystyle \operatorname {csch} \,x={\rm {i}}\,\csc \,{\rm {i}}x\!}
với i là đơn vị ảo định nghĩa là i2 = −1.
Dạng phức trong các định nghĩa trên được dẫn ra từ công thức Euler.
Chú ý rằng, theo định nghĩa, sinh2 x có nghĩa là (sinh x)2, chứ không phải sinh(sinh x); và điều này tương tự cho các hàm hyperbol khác.

## Mối quan hệ giữa các hàm hyperbol
{\displaystyle \sinh(-x)=-\sinh x\,\!}
{\displaystyle \cosh(-x)=\cosh x\,\!}
Từ đó:
{\displaystyle \tanh(-x)=-\tanh x\,\!}
{\displaystyle \coth(-x)=-\coth x\,\!}
{\displaystyle \operatorname {sech} (-x)=\operatorname {sech} \,x\,\!}
{\displaystyle \operatorname {csch} (-x)=-\operatorname {csch} \,x\,\!}
Theo quan hệ trên dễ thấy cosh x và sech x là các hàm chẵn; còn lại là các hàm lẻ.
{\displaystyle \operatorname {arsech} \,x=\operatorname {arcosh} {\frac {1}{x}}}
{\displaystyle \operatorname {arcsch} \,x=\operatorname {arsinh} {\frac {1}{x}}}
{\displaystyle \operatorname {arcoth} \,x=\operatorname {artanh} {\frac {1}{x}}}
Sin hyperbol và cos hyperbol thỏa mãn đẳng thức
{\displaystyle \cosh ^{2}x-\sinh ^{2}x=1\,}
tương tự như công thức lượng giác Pythagore: 
{\displaystyle \sin ^{2}\theta +\cos ^{2}\theta =1.\!}. 
Do vậy ta cũng có:
{\displaystyle \tanh ^{2}x=1-\operatorname {sech} ^{2}x}
{\displaystyle \coth ^{2}x=1+\operatorname {csch} ^{2}x}
Tang hyperbol là nghiệm của bài toán giá trị biên phi tuyến:
{\displaystyle {\frac {1}{2}}f''=f^{3}-f\qquad ;\qquad f(0)=f'(\infty )=0}
Người ta đã chứng minh rằng diện tích giới hạn bởi cung cosh x luôn luôn bằng chiều dài của cung đó:
{\displaystyle {\text{dien tich}}=\int _{a}^{b}{\cosh {x}}\ dx=\int _{a}^{b}{\sqrt {1+\left({\frac {d}{dx}}\cosh {x}\right)^{2}}}\ dx={\text{do dai cung}}.}

### Cộng các đối số
{\displaystyle {\begin{aligned}\sinh(x+y)&=\sinh(x)\cosh(y)+\cosh(x)\sinh(y)\\\cosh(x+y)&=\cosh(x)\cosh(y)+\sinh(x)\sinh(y)\\\tanh(x+y)&={\frac {\tanh x+\tanh y}{1+\tanh x\tanh y}}\\\end{aligned}}}
đặc biệt
{\displaystyle {\begin{aligned}\cosh(2x)&=\sinh ^{2}{x}+\cosh ^{2}{x}=2\sinh ^{2}x+1=2\cosh ^{2}x-1\\\sinh(2x)&=2\sinh x\cosh x\end{aligned}}}
Và:
{\displaystyle {\begin{aligned}\sinh x+\sinh y&=2\sinh {\frac {x+y}{2}}\cosh {\frac {x-y}{2}}\\\cosh x+\cosh y&=2\cosh {\frac {x+y}{2}}\cosh {\frac {x-y}{2}}\\\end{aligned}}}

### Công thức trừ
{\displaystyle {\begin{aligned}\sinh(x-y)&=\sinh(x)\cosh(y)-\cosh(x)\sinh(y)\\\cosh(x-y)&=\cosh(x)\cosh(y)-\sinh(x)\sinh(y)\\\end{aligned}}}
Và:
{\displaystyle {\begin{aligned}\sinh x-\sinh y&=2\cosh {\frac {x+y}{2}}\sinh {\frac {x-y}{2}}\\\cosh x-\cosh y&=2\sinh {\frac {x+y}{2}}\sinh {\frac {x-y}{2}}\\\end{aligned}}}
Nguồn tham khảo.

### Công thức tính một nửa đối số
{\displaystyle \sinh \left({\frac {x}{2}}\right)={\frac {\sinh(x)}{\sqrt {2(\cosh(x)+1)}}}=\operatorname {sgn}(x)\,{\sqrt {\frac {\cosh(x)-1}{2}}}}
với sgn là hàm dấu.
{\displaystyle \cosh \left({\frac {x}{2}}\right)={\sqrt {\frac {\cosh(x)+1}{2}}}}
{\displaystyle \tanh \left({\frac {x}{2}}\right)={\frac {\sinh(x)}{\cosh(x)+1}}=\operatorname {sgn}(x)\,{\sqrt {\frac {\cosh(x)-1}{\cosh(x)+1}}}={\frac {e^{x}-1}{e^{x}+1}}}
Nếu x ≠ 0, thì
{\displaystyle \tanh \left({\frac {x}{2}}\right)={\frac {\cosh(x)-1}{\sinh(x)}}=\coth(x)-\operatorname {csch} (x)}

## Hàm hyperbol ngược
{\displaystyle \operatorname {arsinh} \,x=\ln \left(x+{\sqrt {x^{2}+1}}\right)}
{\displaystyle \operatorname {arcosh} \,x=\ln \left(x+{\sqrt {x^{2}-1}}\right);x\geq 1}
{\displaystyle \operatorname {artanh} \,x={\tfrac {1}{2}}\ln {\frac {1+x}{1-x}};\left|x\right|<1}
{\displaystyle \operatorname {arcoth} \,x={\tfrac {1}{2}}\ln {\frac {x+1}{x-1}};\left|x\right|>1}
{\displaystyle \operatorname {arsech} \,x=\ln {\frac {1+{\sqrt {1-x^{2}}}}{x}};0<x\leq 1}
{\displaystyle \operatorname {arcsch} \,x=\ln \left({\frac {1}{x}}+{\frac {\sqrt {1+x^{2}}}{\left|x\right|}}\right)}

## Đạo hàm
{\displaystyle {\frac {\mathrm {d} }{\mathrm {d} x}}\sinh x=\cosh x\,}
{\displaystyle {\frac {\mathrm {d} }{\mathrm {d} x}}\cosh x=\sinh x\,}
{\displaystyle {\frac {\mathrm {d} }{\mathrm {d} x}}\tanh x=1-\tanh ^{2}x={\hbox{sech}}^{2}x=1/\cosh ^{2}x\,}
{\displaystyle {\frac {\mathrm {d} }{\mathrm {d} x}}\coth x=1-\coth ^{2}x=-{\hbox{csch}}^{2}x=-1/\sinh ^{2}x\,}
{\displaystyle {\frac {\mathrm {d} }{\mathrm {d} x}}\ {\hbox{csch}}\,x=-\coth x\ {\hbox{csch}}\,x\,}
{\displaystyle {\frac {\mathrm {d} }{\mathrm {d} x}}\ {\hbox{sech}}\,x=-\tanh x\ {\hbox{sech}}\,x\,}
{\displaystyle {\frac {\mathrm {d} }{\mathrm {d} x}}\,\operatorname {arsinh} \,x={\frac {1}{\sqrt {x^{2}+1}}}}
{\displaystyle {\frac {\mathrm {d} }{\mathrm {d} x}}\,\operatorname {arcosh} \,x={\frac {1}{\sqrt {x^{2}-1}}}}
{\displaystyle {\frac {\mathrm {d} }{\mathrm {d} x}}\,\operatorname {artanh} \,x={\frac {1}{1-x^{2}}},\left|x\right|<1}
{\displaystyle {\frac {\mathrm {d} }{\mathrm {d} x}}\,\operatorname {arcoth} \,x={\frac {1}{1-x^{2}}},\left|x\right|>1}
{\displaystyle {\frac {\mathrm {d} }{\mathrm {d} x}}\,\operatorname {arsech} \,x=-{\frac {1}{x{\sqrt {1-x^{2}}}}},0<x<1}
{\displaystyle {\frac {\mathrm {d} }{\mathrm {d} x}}\,\operatorname {arcsch} \,x=-{\frac {1}{\left|x\right|{\sqrt {1+x^{2}}}}},x\neq 0}

## Nguyên hàm
Xem thêm: Danh sách tích phân với hàm hyperbol
{\displaystyle \int \sinh ax\,dx=a^{-1}\cosh ax+C}
{\displaystyle \int \cosh ax\,dx=a^{-1}\sinh ax+C}
{\displaystyle \int \tanh ax\,dx=a^{-1}\ln(\cosh ax)+C}
{\displaystyle \int \coth ax\,dx=a^{-1}\ln(\sinh ax)+C}
{\displaystyle \int {\frac {du}{\sqrt {a^{2}+u^{2}}}}=\sinh ^{-1}\left({\frac {u}{a}}\right)+C}
{\displaystyle \int {\frac {du}{\sqrt {u^{2}-a^{2}}}}=\cosh ^{-1}\left({\frac {u}{a}}\right)+C}
{\displaystyle \int {\frac {du}{a^{2}-u^{2}}}=a^{-1}\tanh ^{-1}\left({\frac {u}{a}}\right)+C;u^{2}<a^{2}}
{\displaystyle \int {\frac {du}{a^{2}-u^{2}}}=a^{-1}\coth ^{-1}\left({\frac {u}{a}}\right)+C;u^{2}>a^{2}}
{\displaystyle \int {\frac {du}{u{\sqrt {a^{2}-u^{2}}}}}=-a^{-1}\operatorname {sech} ^{-1}\left({\frac {u}{a}}\right)+C}
{\displaystyle \int {\frac {du}{u{\sqrt {a^{2}+u^{2}}}}}=-a^{-1}\operatorname {csch} ^{-1}\left|{\frac {u}{a}}\right|+C}
với C là hằng số tích phân.

## Khai triển chuỗi Taylor
Ta có thể biểu diễn các hàm hyperbol bằng chuỗi Taylor:
{\displaystyle \sinh x=x+{\frac {x^{3}}{3!}}+{\frac {x^{5}}{5!}}+{\frac {x^{7}}{7!}}+\cdots =\sum _{n=0}^{\infty }{\frac {x^{2n+1}}{(2n+1)!}}}
Hàm sinh x biểu diễn theo chuỗi Taylor chỉ với số mũ lẻ của x. Do vậy nó là hàm lẻ, hay, −sinh x = sinh(−x), và sinh 0 = 0.
{\displaystyle \cosh x=1+{\frac {x^{2}}{2!}}+{\frac {x^{4}}{4!}}+{\frac {x^{6}}{6!}}+\cdots =\sum _{n=0}^{\infty }{\frac {x^{2n}}{(2n)!}}}
Hàm cosh x biểu diễn theo chuỗi Taylor chỉ với số mũ chẵn của x. Do vậy nó là hàm chẵn, hay, nó đối xứng qua trục y. Tổng của chuỗi sinh và cosh là biểu thức chuỗi vô hạn của hàm mũ.
{\displaystyle \tanh x=x-{\frac {x^{3}}{3}}+{\frac {2x^{5}}{15}}-{\frac {17x^{7}}{315}}+\cdots =\sum _{n=1}^{\infty }{\frac {2^{2n}(2^{2n}-1)B_{2n}x^{2n-1}}{(2n)!}},\left|x\right|<{\frac {\pi }{2}}}
{\displaystyle \coth x=x^{-1}+{\frac {x}{3}}-{\frac {x^{3}}{45}}+{\frac {2x^{5}}{945}}+\cdots =x^{-1}+\sum _{n=1}^{\infty }{\frac {2^{2n}B_{2n}x^{2n-1}}{(2n)!}},0<\left|x\right|<\pi } (chuỗi Laurent)
{\displaystyle \operatorname {sech} \,x=1-{\frac {x^{2}}{2}}+{\frac {5x^{4}}{24}}-{\frac {61x^{6}}{720}}+\cdots =\sum _{n=0}^{\infty }{\frac {E_{2n}x^{2n}}{(2n)!}},\left|x\right|<{\frac {\pi }{2}}}
{\displaystyle \operatorname {csch} \,x=x^{-1}-{\frac {x}{6}}+{\frac {7x^{3}}{360}}-{\frac {31x^{5}}{15120}}+\cdots =x^{-1}+\sum _{n=1}^{\infty }{\frac {2(1-2^{2n-1})B_{2n}x^{2n-1}}{(2n)!}},0<\left|x\right|<\pi } (chuỗi Laurent)
với
{\displaystyle B_{n}\,} là số Bernoulli thứ n
{\displaystyle E_{n}\,} là số Euler thứ n

## Liên hệ với hàm mũ
Từ định nghĩa của sinh và cosh hyperbol, ta có các đồng nhất thức sau:
{\displaystyle e^{x}=\cosh x+\sinh x}
và
{\displaystyle e^{-x}=\cosh x-\sinh x}
Các biểu thức trên tương tự như các hàm sin và cosin, dựa trên công thức Euler, như là tổng của hai mũ lũy thừa.
Thêm vào đó,
{\displaystyle e^{x}={\sqrt {\frac {1+\tanh x}{1-\tanh x}}}={\frac {1+\tanh {\frac {x}{2}}}{1-\tanh {\frac {x}{2}}}}}

## Hàm hyperbol cho số phức
Vì hàm mũ được định nghĩa cho cả số phức, có thể mở rộng định nghĩa hàm hyperbol cho các đối số phức. Khi ấy các hàm sinh z và cosh z là những hàm chỉnh hình (Holomorphic function).
Các mối liên hệ giữa các hàm lượng giác thường được cho bởi công thức Euler và áp dụng cho các biến phức:
{\displaystyle {\begin{aligned}e^{ix}&=\cos x+i\;\sin x\\e^{-ix}&=\cos x-i\;\sin x\end{aligned}}}
do đó:
{\displaystyle {\begin{aligned}\cosh(ix)&={\frac {1}{2}}\left(e^{ix}+e^{-ix}\right)=\cos x\\\sinh(ix)&={\frac {1}{2}}\left(e^{ix}-e^{-ix}\right)=i\sin x\\\cosh(x+iy)&=\cosh(x)\cos(y)+i\sinh(x)\sin(y)\\\sinh(x+iy)&=\sinh(x)\cos(y)+i\cosh(x)\sin(y)\\\tanh(ix)&=i\tan x\\\cosh x&=\cos(ix)\\\sinh x&=-i\sin(ix)\\\tanh x&=-i\tan(ix)\end{aligned}}}
Vì vậy các hàm hyperbol phức là những hàm tuần hoàn theo phần ảo, với chu kỳ {\displaystyle 2\pi i} (và {\displaystyle \pi i} cho các hàm tang và cotang hyperbol).
|                                          |                                          |                                          |                                          |                                          |                                          |
| {\displaystyle \operatorname {sinh} (z)} | {\displaystyle \operatorname {cosh} (z)} | {\displaystyle \operatorname {tanh} (z)} | {\displaystyle \operatorname {coth} (z)} | {\displaystyle \operatorname {sech} (z)} | {\displaystyle \operatorname {csch} (z)} |